# تیم ملی فوتبال زیر ۲۱ سال فرانسه
تیم ملی فوتبال زیر ۲۱ سال فرانسه (به فرانسوی: Equipe de France Espoirs) یا تیم ملی فوتبال جوانان فرانسه، نماینده کشور فرانسه در مسابقات فوتبال جوانان اروپا و جهان است که زیر نظر فدراسیون فوتبال فرانسه فعالیت می‌کند.

## نتایج
| سال   | نتیجه           | بازی | برد | تساوی* | باخت | گل‌زده | گل‌خورده |
| ----- | --------------- | ---- | --- | ------ | ---- | ----- | ------- |
| ۱۹۷۸  | Did not qualify | ۴    | ۰   | ۲      | ۲    | ۴     | ۶       |
| ۱۹۸۰  | Did not qualify | ۴    | ۲   | ۱      | ۱    | ۳     | ۲       |
| ۱۹۸۲  | Quarterfinals   | ۶    | ۳   | ۱      | ۲    | ۹     | ۸       |
| ۱۹۸۴  | Quarterfinals   | ۶    | ۳   | ۰      | ۳    | ۱۱    | ۹       |
| ۱۹۸۶  | Quarterfinals   | ۸    | ۲   | ۳      | ۳    | ۱۳    | ۱۳      |
| ۱۹۸۸  | Champions       | ۱۲   | ۶   | ۵      | ۱    | ۲۱    | ۱۳      |
| ۱۹۹۰  | Did not qualify | ۶    | ۳   | ۲      | ۱    | ۱۱    | ۷       |
| ۱۹۹۲  | Did not qualify | ۸    | ۳   | ۲      | ۳    | ۷     | ۵       |
| ۱۹۹۴  | Fourth Place    | ۱۳   | ۱۰  | ۱      | ۲    | ۲۴    | ۸       |
| ۱۹۹۶  | Third Place     | ۱۴   | ۸   | ۴      | ۲    | ۳۰    | ۵       |
| ۱۹۹۸  | Did not qualify | ۸    | ۴   | ۳      | ۱    | ۱۳    | ۸       |
| ۲۰۰۰  | Did not qualify | ۸    | ۶   | ۲      | ۲    | ۱۹    | ۶       |
| ۲۰۰۲  | Runners-Up      | ۱۳   | ۱۰  | ۳      | ۰    | ۲۷    | ۷       |
| ۲۰۰۴  | Did not qualify | ۱۰   | ۶   | ۲      | ۲    | ۲۰    | ۷       |
| ۲۰۰۶  | Semi-finals     | ۱۲   | ۹   | ۱      | ۲    | ۲۵    | ۸       |
| ۲۰۰۷  | Did not qualify | ۴    | ۲   | ۱      | ۱    | ۶     | ۳       |
| ۲۰۰۹  | Did not qualify | ۱۰   | ۵   | ۳      | ۲    | ۱۷    | ۷       |
| ۲۰۱۱  | Did not qualify | ۸    | ۴   | ۳      | ۱    | ۱۲    | ۶       |
| ۲۰۱۳  | In progress     | ۵    | ۵   | ۰      | ۰    | ۱۲    | ۰       |
| مجموع | ۸/۱۷            | ۱۶۵  | ۹۵  | ۴۰     | ۳۰   | ۲۸۲   | ۱۲۷     |

## افتخارات
- مسابقات فوتبال زیر ۲۱ سال اروپا

قهرمان:۱۹۸۸
نایب قهرمان:۲۰۰۲